# 海南栝楼
海南栝楼（学名：Trichosanthes cucumeroides var. hainanensis）为葫芦科栝楼属下的一个变种。

## 扩展阅读
- 維基物種上的相關：海南栝楼